# Омелевка
Омелевка (укр. Омелівка) — село на Украине, основано в 1861 году, находится в Хорошевском районе Житомирской области.
Население по переписи 2001 года составляет 74 человека. Почтовый индекс — 12120. Телефонный код — 4145. Занимает площадь 4,3 км².

## История
В 1946 году указом ПВС УССР село Колония-Эмилевка переименовано в Омелевку.

## Адрес местного совета
12120, Житомирская область, Хорошевский р-н, с. Краевщина